# Phineas and Ferb Christmas Vacation
Phineas and Ferb Christmas Vacation (titulado Las vacaciones de Navidad de Phineas y Ferb en Hispanoamérica y Navidad vacacional de Phineas y Ferb en España) es un especial navideño de la serie animada Phineas y Ferb,  que se estrenó en Disney XD en los Estados Unidos el 6 de diciembre de 2009. El episodio seguirá los intentos de Phineas y Ferb de restaurar nuevamente la alegría a Danville después que el Dr. Doofenshmirtz utilizará su máquina más reciente para arruinar las vacaciones. Además de su emisión en Disney XD, también fue mostrada en Disney Channel el 11 de diciembre de 2009 y en ABC Family el 18 de diciembre de 2009 en los Estados Unidos.
En Hispanoamérica se estrenó en Disney Channel el 18 de diciembre de 2009 en el programa de la tarde Zapping Zone. En Disney XD también se estrenó con un gran recibimiento el día domingo 20 de diciembre de 2009 en la mañana y en la noche.
El episodio está dirigido por Zac Moncrief (quien recibió una nominación de Premios Emmy por su el trabajo en El monstruo de Phineas y Ferbenstein). El episodio también ofreció a Clancy Brown, Malcolm McDowell, Jane Carr, Mathew Horne y Bruce Mackinnon como invitados los estrellas.
El día 3 de diciembre de 2010 se estrenó la canción del episodio titulada «What Does He Want?», interpretada por Candace (Ashley Tisdale) en una versión extendida.

## Sinopsis
Después de que Phineas y Ferb decoraran toda el "Área limítrofe» de Navidad y convertirlo en una «tarjeta de gracias o agradecimiento» para Santa Claus, Dr. Doofenshmirtz utiliza su invención más reciente, el «Travies-inator» para causar caos y desastre en el área haciendo que todos estén en la lista de traviesos y aruinar la Navidad. Entonces, dependerá de Perry salvar la Navidad. Como resultado, los niños, junto con Elfos enviados por Santa para ayudar a investigar el problema, debe ayudar a idear una forma de difundir la alegría en toda la región de nuevo para Navidad, sin saber que Perry salvo la Navidad destruyendo el Travies-inator y la Navidad volvió.

## Canciones
Esta producción es de tipo especial, se destaca a muchos personajes de la serie:
| Puesto | Canción                       | Intérprete/s                | Título en Hispanoamérica / en España                              |
| ------ | ----------------------------- | --------------------------- | ----------------------------------------------------------------- |
| 01     | Winter Vacation               | Bowling for Soup            | Presentación de Navidad / Será un día fenomenal (versión Navidad) |
| 02     | Christmas is Starting Now     | Big Bad Voodoo Daddy        | La Navidad empieza ya / Llega la Navidad.                         |
| 03     | I Really Don't Hate Christmas | Dr. Heinz Doofenshmirtz     | La Navidad no odio / La Navidad no me crispa.                     |
| 04     | Where Did We Go Wrong         | Phineas, Isabella y Baljeet | ¿Qué hicimos mal? / ¿Qué hemos hecho mal?.                        |
| 05     | Danville for Niceness         | Toda Danville               | Danville no es mala / Danville es pura bondad                     |
| 06     | That Christmas Feeling        | Olivia Olson                | Sentimiento navideño / Aire Navideño                              |
| 07     | Thank You Santa               | Mitchel Musso               | Gracias Santa Claus / Gracias Santa Claus                         |
| 08     | What Does He Want?            | Candace                     | El me querrá?                                                     |

## Producción
En una entrevista en el Condado de Orange Registrar, "Phineas y Ferb especial de Navidad» fue descrito por el Co-Creator Dan Povenmire como un «extraordinariamente dulce y que estamos realmente orgullosos». Siete nuevas canciones originales fueron escritos para que el episodio, a realizarse por swing grupo Big Bad Voodoo Daddy, canciones que Povenmire espero que los niños se considere como canciones de Navidad tanto como clásicos como «Rudolph la Reindeer Roja-nosed» o "Rodolfo la de la nariz rojada».
También ha hecho productor Zac Moncrief grandes esperanzas para el episodio, con la esperanza de que se volverá a unas vacaciones instantáneas y clásicas.
El episodio se promoverá a través de una campaña multiplataforma, que verá los siete números musicales de la especial será transmitida en un especial en 17 de noviembre de 2009, en Radio Disney, y  Phineas y Ferb  caracteres que aparecen en el Walt Disney World Navidad desfile que será transmitida por ABC en el día de Navidad. Tras su estreno en Disney XD, se convertirá en el especial disponible en los sistemas de vídeo bajo demanda, plataformas móviles, el Xbox Live Mercado y el iTunes Store (donde las canciones también estarán disponibles para descarga). Emisión del especial en Disney Channel estará precedido por un maratón de televisión de seis horas de la feriado organizado.

## Participantes de la serie
- Vincent Martella como Phineas.
- Ashley Tisdale como Candace.
- Thomas Brodie-Sangster como Ferb.
- Caroline Rhea como Mamá.
- Alyson Stoner como Isabella.
- Mitchel Musso como Jeremy.
- Olivia Olson como Vanessa (Voz de audio).
- Dan Povenmire como Dr. Doofenshmirtz.
- Jeff «Swampy» Marsh como Mayor Francis Monograma.
- Richard O'Brien como Lowrance Fletcher.
- Dee Bradley Baker como Perry.
- Bobby Gaylor como Buford.
- Maulik Pancholy como Baljeet.
- Jane Carr como Abuela Fletcher.
- Malcolm McDowell como Abuelo Fletcher.
- Tyler Mann como Carl.
- Clancy Brown como Santa Claus.
- Mat Horne como Blay'n.
- Bruce MacKinnon como Clewn't.

## Participantes de la serie (secundarios)
- Django Marsh como miembro de coro
- Benita Scheckel como miembro de coro
- Piero Piluso
- Ariel Winter como Wendy (la niña que se encuentra con Baljeet).

## Estreno Disney Channel
| País / región  | Canal                 | Fecha                   |
| -------------- | --------------------- | ----------------------- |
| Estados Unidos | Disney Channel        | 11 de diciembre de 2009 |
| Latinoamérica  | Disney Channel        | 18 de diciembre de 2009 |
| España         | Disney Channel España | 20 de diciembre de 2009 |

## Estreno Disney XD
| País / Región  | Canal     | Fecha                   |
| -------------- | --------- | ----------------------- |
| Estados Unidos | Disney XD | 11 de diciembre de 2009 |
| Latinoamérica  | Disney XD | 20 de diciembre de 2009 |
| España         | Disney XD | 12 de diciembre de 2009 |

| Precedida por De pronto, Suzy | Episodio actual | Sucedido por Atravesando muros |